# Dassault, l'homme au pardessus
Marcel Dassault, l'homme au pardessus est un téléfilm français réalisé en 2013 par Olivier Guignard et diffusé sur Arte le 17 janvier 2014.

## Fiche technique
- Réalisation : Olivier Guignard
- Scénario et dialogues : Jacques Kirsner
- Image : Pascal Lagriffoul, AFC
- Son : Frédéric de Ravignan, Nikolas Javelle, Florent Lavallée
- Montage : Thierry Brunello
- Musique originale : Arland Wrigley
- Décors : Philippe Hezard
- Costumes : Malika Khelfa
- Assistante réalisateur : Carole Golzio
- Directrice de production : Rosine Robiolle
- Producteur délégué : Jacques Kirsner

- ARTE France présente
- Une production : Jem Productions, ARTE France, Euro Média France
Avec la participation de TV5 Monde
- Année : 2013
- Durée : 92 minutes

## Distribution
- Denis Lavant : Marcel Dassault
- Judith Rémy : Madeleine Dassault
- Erick Deshors : Pierre de Bénouville
- Jérôme Kircher : Claude Vallières
- Jean-Baptiste Malartre : Paul Darius
- Helene Kuhn : Muriel
- Aurélien Recoing : Harry
- Bruno Debrandt : Franck
- Christophe Kourotchkine : Mike
- Frédéric Andrau : Jean Moulin
- Gabriel Dufay : Ledru
- Anton Yakovlev : Constantin Rozanoff
- Marc Citti : Général
- Wilfred Benaïche : Maroselli